# David Murray (racerförare)
David Murray, född 28 december 1909 i Edinburgh, död 5 april 1973 i Las Palmas de Gran Canaria, Spanien var en skotsk racerförare. 
Murray deltog i fem formel 1-lopp i början av 1950-talet. Tillsammans med kollegan Wilkie Wilkinson startade han racingstallet Ecurie Ecosse.

## F1-karriär
| Säsong | Stall/Tillverkare              | Poäng | Placering |
| ------ | ------------------------------ | ----- | --------- |
| 1950   | Scuderia Ambrosiana (Maserati) | 0     | -         |
| 1951   | Scuderia Ambrosiana (Maserati) | 0     | -         |
| 1952   | Ecurie Ecosse (Cooper)         | 0     | -         |